# Sörgimsjön
Sörgimsjön är en sjö i Hudiksvalls kommun i Hälsingland och ingår i Harmångersåns huvudavrinningsområde. Sjön har en area på 0,264 kvadratkilometer och ligger 143 meter över havet. Sjön avvattnas av vattendraget Gimmaån (Lingån).

## Delavrinningsområde
Sörgimsjön ingår i det delavrinningsområde (687278-154991) som SMHI kallar för Utloppet av Sörgimsjön. Medelhöjden är 169 meter över havet och ytan är 1,8 kvadratkilometer. Räknas de 15 avrinningsområdena uppströms in blir den ackumulerade arean 107,28 kvadratkilometer. Gimmaån (Lingån) som avvattnar avrinningsområdet har biflödesordning 2, vilket innebär att vattnet flödar genom totalt 2 vattendrag innan det når havet efter 43 kilometer. Avrinningsområdet består mestadels av skog (76 procent). Avrinningsområdet har 0,26 kvadratkilometer vattenytor vilket ger det en sjöprocent på 14,6 procent.